# Stephanopis vilosa
Stephanopis vilosa là một loài nhện trong họ Thomisidae.
Loài này thuộc chi Stephanopis. Stephanopis vilosa được William Joseph Rainbow miêu tả năm 1911.